# Corpo estraneo
In medicina, per corpo estraneo si intende un qualsiasi oggetto la cui origine è al di fuori dell'organismo. La maggior parte dei casi di corpi estranei riguardano la loro presenza negli orifizi naturali degli organi cavi.
I corpi estranei possono essere inerti o irritanti. Se irritano possono causare infiammazioni e cicatrici. Essi possono, inoltre, portare a infezioni nel corpo o proteggere gli agenti infetti dalle difese immunitarie dell'organismo. Essi possono ostacolare la pervietà delle vie di passaggio naturali, sia per il loro ingombro, sia per il tessuto cicatriziale che provocano. Alcuni di essi possono essere anche tossici per l'organismo.
Sia i bambini che gli adulti sperimentano problemi causati da oggetti estranei che rimangono bloccati nel loro corpo. I bambini, in particolare, sono curiosi per natura e possono intenzionalmente mettere oggetti luccicanti, come monete o batterie a bottone, in bocca. L'effetto di un corpo estraneo può essere molto diverso. Ad esempio, una moneta provoca pressione locale sul tessuto, ma in generale, la sua rimozione non è considerata una emergenza medica. Una batteria a bottone, che può essere di dimensioni molto simili ad una moneta, genera ioni idrossido all'anodo e quindi può provocare un'ustione chimica già dopo circa 2 ore , quindi se rimane bloccata in esofago si deve intervenire urgentemente.